# Zarzi-kultúra
A Zarzi-kultúra egy késő paleolitikus közel-keleti régészeti kultúra. Nevét legfontosabb lelőhelyéről, az északkelet-iraki Zarzi-barlangról kapta. Körülbelül Kr. e. 11000 táján létezett, és a tisztán vadászó, de még inkább gyűjtögető életvitel egyik legutolsó példájának tekinthető. A Zarzi-barlang körzetében meglehetősen kevés csontmaradványra bukkantak a régészek, és több Zarzi-telepről nem tudunk. Ha léteztek is ilyenek, minden bizonnyal ideiglenes települések voltak. A Zarzi-kultúra embereinek eszközei kifinomultak, használják az obszidiánt pengéik elkészítéséhez.
A megkésett Zarzi-kultúrát minden bizonnyal a már gabonacentrikus, állandó településeket létrehozó Natúf-kultúra szorította ki.